# Mohamed Ben Attia
Mohamed Ben Attia, né le 5 janvier 1976 à Tunis, est un réalisateur et scénariste tunisien.

## Biographie
Né en 1976 à Tunis en Tunisie, il obtient un diplôme à l'Institut des hautes études commerciales de Carthage en 1998. Il projette ensuite une carrière cinématographique et tente de rentrer à La Fémis de Paris, dont il se voit refuser l'accès après le troisième et dernier tour des sélections. Ben Attia est quelques années plus tard détenteur d'un diplôme d'études supérieures spécialisées en communication audiovisuelle obtenu à l'université de Valenciennes.
Après de divers emplois dans la post-production audiovisuelle, il est finalement engagé pendant douze ans dans un poste commercial et de prospection chez un concessionnaire automobile à Tunis.
Formé à l'atelier d'écriture Sud Écriture à Tunis, il commence l'écriture et la réalisation de plusieurs courts métrages de fiction, en débutant avec Romantisme : deux comprimés matin et soir en 2005. Réalisé en 2006, Comme les autres (Kif Lokhrin), est son second court métrage. Après Mouja, dévoilé aux Journées cinématographiques de Carthage 2010 et sélectionné à CinemAfrica 2011 à Stockholm, il réalise Loi 76 (2011), son quatrième court métrage, puis Selma (2013).
Il passe au long métrage en 2016 avec Hedi, un vent de liberté produit par Dora Bouchoucha (Nomadis Images) et coproduit par les frères Dardenne (Les Films du Fleuve) et Nadim Cheikhrouha (Tanit Films), convaincus par son dernier court métrage et le scénario.
En 2018, il participe au Festival de Cannes où son film Mon cher enfant est projeté à la Quinzaine des réalisateurs.
En 2023, son film Par-delà les montagnes est sélectionné à la section Horizons de la Mostra de Venise.

## Filmographie
- 2005 : Romantisme : deux comprimés matin et soir (court métrage de fiction)
- 2006 : Comme les autres (court métrage de fiction)
- 2010 : Mouja (court métrage de fiction)
- 2011 : Loi 76 (court métrage de fiction)
- 2013 : Selma
- 2016 : Hedi, un vent de liberté (long métrage)
- 2018 : Mon cher enfant (Weldi[6] ; long métrage)
- 2023 : Par-delà les montagnes (long métrage)

## Récompenses
- 2006 : Poulain d'argent au Fespaco pour Comme les autres
- 2016 :
  - Prix du meilleur premier film de la Berlinale et Ours d'argent du meilleur acteur pour Majd Mastoura à la Berlinale pour Hedi, un vent de liberté
  - Valois de Diamant (meilleur film) au Festival du film francophone d'Angoulême pour Hedi, un vent de liberté
  - Prix de la ville d'Amiens (meilleur réalisateur) et Prix de la CCAS au Festival international du film d'Amiens pour Hedi, un vent de liberté
  - Athena d'Or (meilleur film) au Festival international du film d'Athènes pour Hedi, un vent de liberté
  - Grand Prix du jury Domaine Clarence Dillon et Prix du jury Erasmus+ au Festival international du film indépendant de Bordeaux pour Hedi, un vent de liberté
- 2017 :
  - Lumière du meilleur film francophone à la 22e cérémonie des Lumières de la presse internationale pour Hedi, un vent de liberté
  - First Feature Award au COLCOA French Film Festival pour Hedi, un vent de liberté
- 2018
  - Prix de l'expression artistique au MedFilm Festival pour Mon cher enfant[7]